# Ronny Ackermann
Ronny Ackermann (Bad Salzungen, 16 mei 1977) is een Duitse beoefenaar van de noordse combinatie.
Hij werd vier keer wereldkampioen op een individueel nummer, hij is de enige atleet ooit die drie opeenvolgende titels op de Individuele Gundersen veroverde.
Hij won ook drie keer de algemene wereldbeker, in 2002, 2003 en 2008.
Ackermann werd in 2005 verkozen tot Duits Sportman van het jaar.

## Belangrijkste resultaten

### Wereldkampioenschappen
| Jaar | Plaats        | Resultaten                                                      |
| ---- | ------------- | --------------------------------------------------------------- |
| 1999 | Ramsau        | 24ste Individuele Gundersen 9de sprint 6de team                 |
| 2001 | Lahti         | 16de Individuele Gundersen · sprint · 4de team                  |
| 2003 | Val di Fiemme | Individuele Gundersen · sprint · team                           |
| 2005 | Oberstdorf    | Individuele Gundersen · sprint · team                           |
| 2007 | Sapporo       | Individuele Gundersen · 8ste sprint · team                      |
| 2009 | Liberec       | 19de massastart · 13de Gundersen NH · 21ste Gundersen LH · team |

### Olympische Winterspelen
| Jaar | Plaats         | Resultaten                                      |
| ---- | -------------- | ----------------------------------------------- |
| 1998 | Nagano         | 6de team                                        |
| 2002 | Salt Lake City | 4de Individuele Gundersen · sprint · team       |
| 2006 | Turijn         | 18de Individuele Gundersen · 8ste sprint · team |

### Wereldbeker eindstand
| Seizoen   | Plaats |
| --------- | ------ |
| 1997/1998 | 12e    |
| 1998/1999 | 23e    |
| 1999/2000 | 5e     |
| 2000/2001 | Zilver |
| 2001/2002 | Goud   |
| 2002/2003 | Goud   |
| 2003/2004 | Zilver |
| 2004/2005 | Zilver |
| 2005/2006 | 11de   |
| 2006/2007 | 9de    |
| 2007/2008 | Goud   |
| 2008/2009 | 19de   |